# Stuart (Iowa)
Stuart ist eine Kleinstadt (mit dem Status „City“) im Adair County und im Guthrie County im US-amerikanischen Bundesstaat Iowa. Das U.S. Census Bureau hat bei der Volkszählung 2020 eine Einwohnerzahl von 1.782 ermittelt.

## Geografie
Stuart liegt im mittleren Südwesten Iowas, rund 140 km östlich des Missouri River, der die Grenze zu Nebraska bildet. Die Grenze zum südlich benachbarten Bundesstaat Missouri ist rund 110 km von Stuart entfernt.
Die geografischen Koordinaten von Stuart sind 41°30′12″ nördlicher Breite und 94°19′07″ westlicher Länge. Das Stadtgebiet erstreckt sich über eine Fläche von 6,68 km² und ist zu zwei Dritteln Bestandteil der Lincoln Township des Adair County sowie zu einem Drittel der Stuart Township des Guthrie County.
Nachbarorte von Stuart sind Linden (20,4 km nordnordöstlich), Redfield (20 km nordöstlich), Dexter (8,2 km östlich) und Menlo (7,8 km westnordwestlich).
Die nächstgelegenen Großstädte sind Iowas Hauptstadt Des Moines (64 km ostnordöstlich), Kansas City in Missouri (307 km südlich) und Nebraskas größte Stadt Omaha (161 km westsüdwestlich).

## Verkehr
Der Interstate Highway 80, der die kürzeste Verbindung von Omaha nach Des Moines bildet, verläuft in West-Ost-Richtung durch den Süden von Stuart. Alle weiteren Straßen sind untergeordnete Landstraßen, teils unbefestigte Fahrwege sowie innerörtliche Verbindungsstraßen.
In West-Ost-Richtung verläuft eine Eisenbahnlinie für den Frachtverkehr durch das Stadtgebiet von Stuart.
Mit dem Greenfield Municipal Airport befindet sich 33 km südwestlich ein kleiner Flugplatz. Der nächste Verkehrsflughafen ist der Des Moines International Airport (70 km östlich).

## Bevölkerung
Nach der Volkszählung im Jahr 2010 lebten in Stuart 1648 Menschen in 667 Haushalten. Die Bevölkerungsdichte betrug 246,7 Einwohner pro Quadratkilometer. In den 667 Haushalten lebten statistisch je 2,34 Personen.
Ethnisch betrachtet setzte sich die Bevölkerung zusammen aus 97,1 Prozent Weißen, 0,4 Prozent Afroamerikanern, 0,2 Prozent amerikanischen Ureinwohnern, 0,2 Prozent Asiaten sowie 0,6 Prozent aus anderen ethnischen Gruppen; 1,6 Prozent stammten von zwei oder mehr Ethnien ab. Unabhängig von der ethnischen Zugehörigkeit waren 2,5 Prozent der Bevölkerung spanischer oder lateinamerikanischer Abstammung.
24,5 Prozent der Bevölkerung waren unter 18 Jahre alt, 55,1 Prozent waren zwischen 18 und 64 und 20,4 Prozent waren 65 Jahre oder älter. 51,6 Prozent der Bevölkerung waren weiblich.

Das mittlere jährliche Einkommen eines Haushalts lag bei 50.153 USD. Das Pro-Kopf-Einkommen betrug 23.815 USD. 14,7 Prozent der Einwohner lebten unterhalb der Armutsgrenze.

## Bekannte Bewohner
- John Herriott (1844–1918) – Vizegouverneur von Iowa (1902–1907) – lebte mehrere Jahre in Stuart
- William R. Peers (1914–1984) – Generalleutnant der United States Army – geboren in Stuart